# Таблица дъга
Таблицата дъга (на английски: rainbow table) представлява справочна таблица, пищов за разбиване на пароли с атака с груба сила (brute force). Най-често ползваните пароли (включително паролите по подразбиране, с които се продават електронните системи и устройства) са изчислени в хеш компилация и заедно с хеша са оформени в справочна таблица. При ползване на таблицата дъга противникът всъщност търси хеша сред хеш компилациите и при съвпадение открива (разбива) паролата за много по-кратко време. Таблицата дъга е типичен пример за компромис бързодействие-памет, като бързодействието в случая е за сметка на използване на големи ресурси памет.
Таблицата дъга е изобретена като приложение на по-ранния и по-прост алгоритъм на Мартин Хелман.